# توماس سيمون كول
توماس سيمون كول (بالهولندية: Thomas Simon Cool)‏ هو رسام هولندي، ولد في 1830 في لاهاي في هولندا، وتوفي في 29 أغسطس 1870 في دوردريخت في هولندا.